# Littlethorpe
Littlethorpe is een civil parish in het bestuurlijke gebied Harrogate, in het Engelse graafschap North Yorkshire. In 2001 telde het dorp 510 inwoners.